# Nymphaea mexicana
Nymphaea mexicana Zucc. o nenúfar amarillo mexicano es una especie de planta acuática perteneciente a la familia de las ninfáceas.

## Hábitat
Es quizás conocida como una de las malezas nocivas en los humedales de la mitad sur de los Estados Unidos, particularmente en California. Es nativa de la costa del Golfo, pero puede invadir fácilmente los ecosistemas acuáticos similares cuando se presenta. La planta es atractiva y se ha introducido a nuevos hábitats para fines ornamentales.
También se puede encontrar en grandes lagos con profundidad.

## Descripción

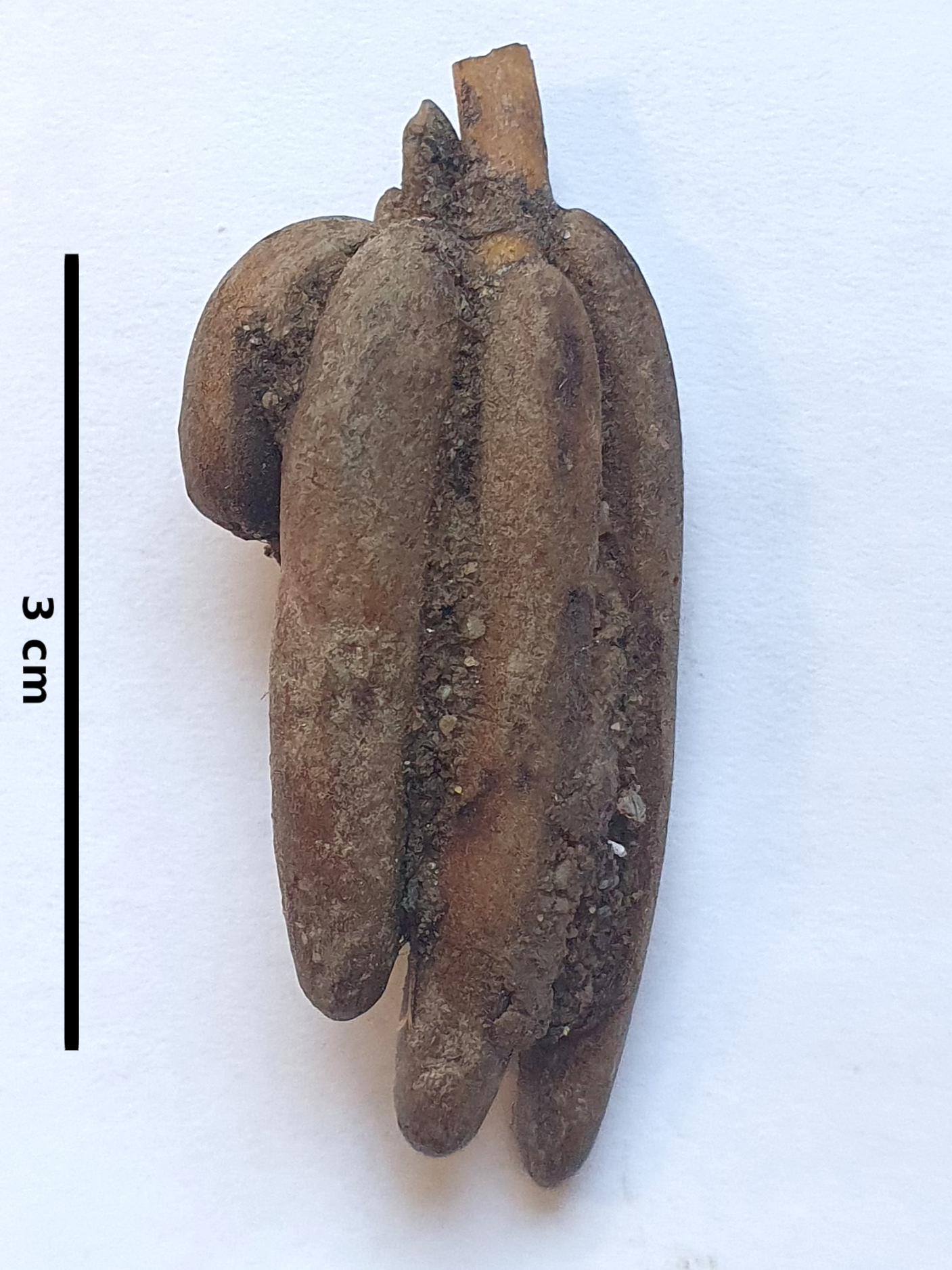
Nymphaea mexicana Zucc. estolón sobre fondo blanco

La planta tiene espesos rizomas y largos y esponjosos estolones que soportan los pequeños racimos de color amarillo que se asemejan a raíces de plátanos en miniatura. La planta puede crecer a partir de las plantas de semillero o enviar a sus nuevos retoños desde los estolones. Las grandes hojas son verdes planas con patrón púrpura o marrón, y flotan en la superficie del agua. Las flores de loto flotantes tienen pétalos de color amarillo, sépalos de color amarillo verdoso. Las semillas están contenidas en las bayas verdes que crecen bajo el agua. Crece en pantanos y fácilmente invade los canales y otros cursos de agua superficiales, a veces puede convertirse en una molestia.

## Especie invasora en España
Debido a su potencial colonizador y constituir una amenaza grave para las especies autóctonas, los hábitats o los ecosistemas, esta especie ha sido incluida en el Catálogo Español de Especies Exóticas Invasoras, regulado por el Real Decreto 630/2013, de 2 de agosto, estando prohibida en España su introducción en el medio natural, posesión, transporte, tráfico y comercio.